# John Lagerman
John Alexander Lagerman, född 1 januari 1909 i Hakarps församling (Huskvarna), död 11 april 1975, var en svensk industriman.
Efter examen från Kungliga Tekniska högskolan var Lagerman arbetsstudiechef vid Husqvarna Vapenfabriks AB 1932–1935, anställd vid Sveriges industriförbund 1935–1939, överingenjör vid AB Ankarsrums bruk 1939–1944, teknisk direktör där 1944–1948, disponent vid Ljusne-Woxna AB 1948–1961, verkställande direktör i Nya Marmorbruks AB 1961–1966 samt därefter verkställande direktör och delägare i Transventor Trading AB.